# Sid Ahmed Bourommana
Sid Ahmed Bourommana, né le 3 novembre 1963 à Alger, est un militaire algérien, directeur de l'Institut national de criminalistique et de criminologie de la Gendarmerie nationale de 2014 à 2021 puis chef d’Etat-major de la Gendarmerie nationale et enfin commandant de la Gendarmerie nationale à partir de 14 avril 2025.

## Biographie
Sid Ahmed Bourommana est né le 3 novembre 1963 à Alger. Il est diplômé d’ingéniorat en automatique, option génie électrique de l’École militaire polytechnique. Il intègre le service de l’informatique de la Gendarmerie nationale algérienne, puis il rejoint l’école des sous-officiers de la Gendarmerie à Sidi Bel-Abbès. Enfin il suit une formation au sein de l’école supérieure de la Gendarmerie nationale française à Mulhouse. 
En 2012, Sid Ahmed Bourommana est colonel et directeur de la criminalistique au sein de l’Institut national de criminalistique et de criminologie (INCC) de la Gendarmerie nationale. Il explique alors que « l’INCC assure une assistance scientifique aux investigations complexes, il participe aux études et analyses relatives à la prévention et à la réduction de toute forme de criminalité » ». Il prend la direction de l'INCC en 2014.
En 2021, Sid Ahmed Bourommana quitte la direction de l’INCC pour rejoindre le poste de chef d’Etat-major de la Gendarmerie nationale.
En mars 2023, à l'occasion de la Journée internationale des femmes, le général Sid Ahmed Bourommana préside en tant que chef d’Etat-Major de la Gendarmerie nationale, une cérémonie afin de mettre en avant la femme algérienne. Il indique à cette occasion : « la femme algérienne, au lendemain de l’indépendance, a su s’imposer en contribuant activement au processus de développement » du pays.
En avril 2025, il est nommé commandant de la Gendarmerie nationale algérienne par Abdelmadjid Tebboune et installé dans ses nouvelles fonctions par le général d’armée Saïd Chengriha. Il remplace à ce poste le général Yahia Ali Oulhadj.